# Psirí

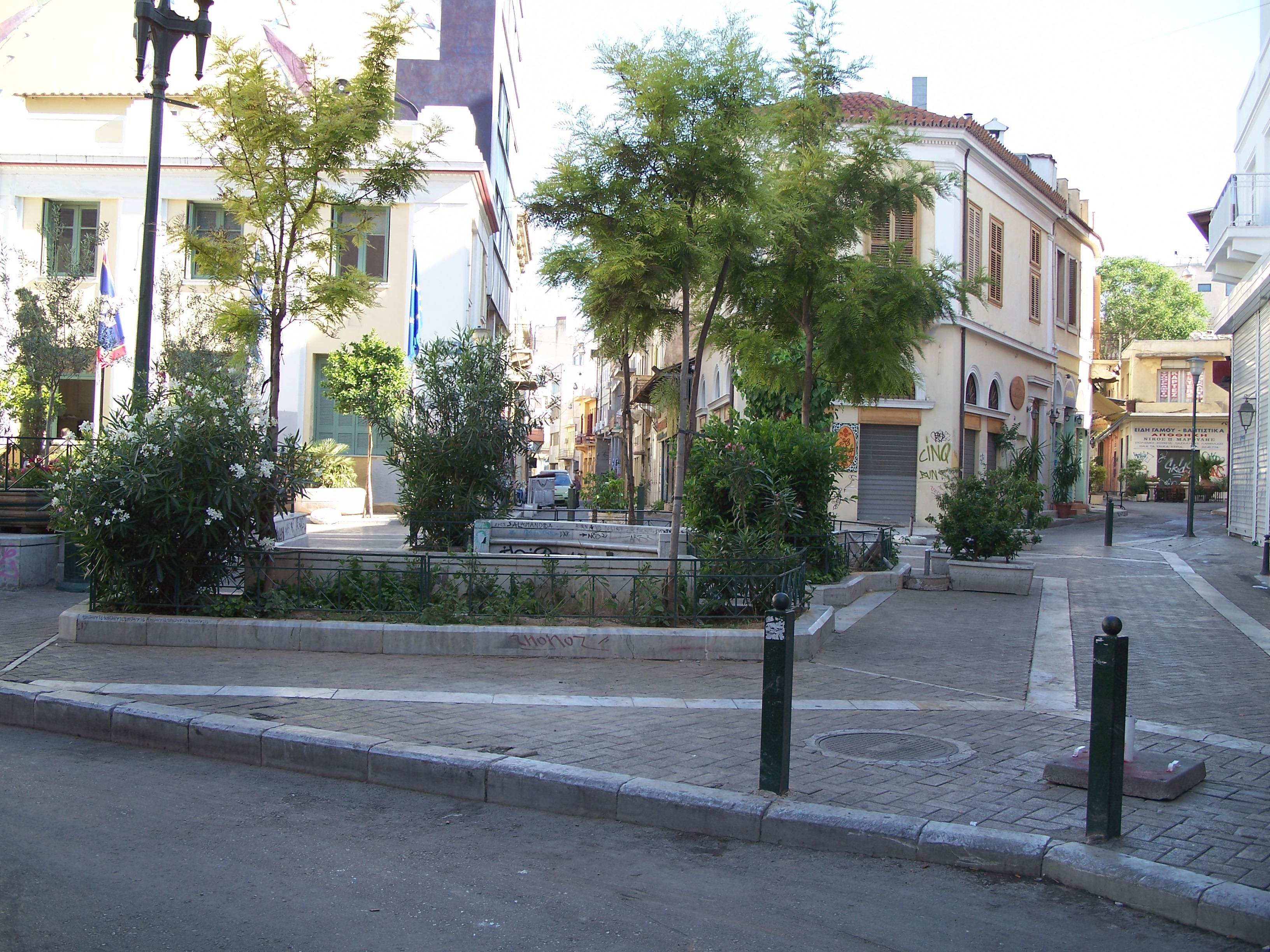
Plaça de Psirí.

Psirí (grec: Ψυρή o Ψυρρή) és un barri del centre d'Atenes, Grècia, conegut hui pels seus restaurants, bars, tavernes amb música en directe i hotels. Aproximadament està delimitat pels carrers Euripidou, Geraniou, Sofocleous, Avinguda Athinas, Ermou, Peiraios i Agion Asomaton.
Fins a la dècada dels 1990, Psiri encara es considerava de vegades una zona perillosa, però ara ha esdevingut una de les opcions més de moda a la ciutat per als turistes. Tot i així, a la zona continua havent-hi problemes de seguretat i delinqüència, i carrerons degradats amb edificis abandonats.